# Tadeusz Horvath
Tadeusz Horvath, również jako Tadeusz Sienkiewicz (ur. 4 stycznia 1975 w Budapeszcie) – polski aktor dziecięcy.
Znany głównie z ról w serialach dla młodzieży. W roku 1991 wyemigrował z rodziną do Nowego Jorku, gdzie okazyjnie statystował w filmach. Obecnie mieszka na Florydzie.

## Filmografia
- 1982: Śpiewy po rosie, jako Romanek
- 1984: Lato leśnych ludzi (serial telewizyjny), jako Jasiek i jako „Rosomak” w dzieciństwie
- 1985: Urwisy z Doliny Młynów (serial telewizyjny), jako Staś Dędek
- 1986: Klementynka i Klemens – gęsi z Doliny Młynów (serial telewizyjny), jako Staś Dędek
- 1989: Janka (serial telewizyjny), jako Julek Bromski
- 1990: Janka (film kinowy), jako Julek Bromski
- 1990: Mów mi Rockefeller, jako „Słoń”